# Goniothalamus scortechinii
Goniothalamus scortechinii là loài thực vật có hoa thuộc họ Na. Loài này được King mô tả khoa học đầu tiên năm 1890.